# Bundestagswahlkreis Meiningen – Bad Salzungen – Hildburghausen – Sonneberg
Der Bundestagswahlkreis Meiningen – Bad Salzungen – Hildburghausen – Sonneberg war von 1990 bis 2002 ein Wahlkreis in Thüringen. Er besaß die Nummer 306 und umfasste die Landkreise Meiningen, Bad Salzungen, Hildburghausen und Sonneberg. Im Rahmen der Wahlkreisreform von 2002, bei der die Anzahl der Wahlkreise in Thüringen von zwölf auf zehn reduziert wurde, wurde das Gebiet des Wahlkreises auf die Wahlkreise Suhl – Schmalkalden-Meiningen – Hildburghausen, Eisenach – Wartburgkreis – Unstrut-Hainich-Kreis I und Sonneberg – Saalfeld-Rudolstadt – Saale-Orla-Kreis aufgeteilt.
Der letzte direkt gewählte Wahlkreisabgeordnete war Wieland Sorge (SPD).

## Wahlergebnisse

### Bundestagswahl 1998
| Kandidaten                     | Kandidaten                   | Parteien/Listen     | Erststimmen | Erststimmen | Zweitstimmen | Zweitstimmen |
| Kandidaten                     | Kandidaten                   | Parteien/Listen     | Stimmen     | %           | Stimmen      | %            |
| ------------------------------ | ---------------------------- | ------------------- | ----------- | ----------- | ------------ | ------------ |
|                                | Arnulf Kriedner              | CDU                 | 50.702      | 30,3        | 49.720       | 29,6         |
|                                | Wieland Sorgegewählt im WK   | SPD                 | 65.600      | 39,2        | 60.628       | 36,1         |
|                                | Ursula Fischer               | PDS                 | 35.181      | 21,0        | 34.313       | 20,5         |
|                                | Ulrich Töpfer                | GRÜNE               | 5.080       | 3,0         | 5.372        | 3,2          |
|                                | Gerhard Petter               | F.D.P.              | 4.673       | 2,8         | 5.265        | 3,1          |
|                                | −                            | BFB – Die Offensive | –           | –           | 578          | 0,3          |
|                                | –                            | DVU                 | –           | –           | 5.036        | 3,0          |
|                                | −                            | GRAUE               | –           | –           | 353          | 0,2          |
|                                | Uwe Horst Freiherr von Soden | REP                 | 5.024       | 3,0         | 2.746        | 1,6          |
|                                | −                            | DIE FRAUEN          | –           | –           | 275          | 0,2          |
|                                | –                            | Pro DM              | –           | –           | 2.956        | 1,8          |
|                                | −                            | FORUM               | –           | –           | 270          | 0,2          |
|                                | Rene Saal                    | ödp                 | 639         | 0,4         | 262          | 0,2          |
|                                | Andreas Eifler               | MLPD                | 240         | 0,1         | –            | –            |
| Gesamt                         | Gesamt                       | Gesamt              | 167.139     | 100         | 167.774      | 100          |
|                                |                              |                     |             |             |              |              |
| Ungültige Stimmen              | Ungültige Stimmen            | Ungültige Stimmen   | 3.153       | 1,9         | 2.518        | 1,5          |
| Wähler                         | Wähler                       | Wähler              | 170.292     | 82,4        | 170.292      | 82,4         |
| Wahlberechtigte                | Wahlberechtigte              | Wahlberechtigte     | 206.625     |             | 206.625      |              |
|                                |                              |                     |             |             |              |              |
| Quellen: Der Bundeswahlleiter, |                              |                     |             |             |              |              |

### Bundestagswahl 1994
| Kandidaten                     | Kandidaten                   | Parteien/Listen   | Erststimmen | Erststimmen | Zweitstimmen | Zweitstimmen |
| Kandidaten                     | Kandidaten                   | Parteien/Listen   | Stimmen     | %           | Stimmen      | %            |
| ------------------------------ | ---------------------------- | ----------------- | ----------- | ----------- | ------------ | ------------ |
|                                | Arnulf Kriednergewählt im WK | CDU               | 62.411      | 41,5        | 62.989       | 41,6         |
|                                | –                            | SPD               | 50.677      | 33,7        | 46.508       | 30,7         |
|                                | –                            | PDS               | 22.777      | 15,1        | 24.891       | 16,4         |
|                                | –                            | GRÜNE             | 5.937       | 3,9         | 6.540        | 4,3          |
|                                | –                            | F.D.P.            | 5.557       | 3,7         | 6.717        | 4,4          |
|                                | –                            | GRAUE             | 770         | 0,5         | 663          | 0,4          |
|                                | –                            | REP               | 2.325       | 1,5         | 2.438        | 1,6          |
|                                | –                            | Solidarität       | –           | –           | 109          | 0,1          |
|                                | –                            | MLPD              | –           | –           | 57           | 0,0          |
|                                | –                            | ÖDP               | –           | –           | 209          | 0,1          |
|                                | –                            | STATT             | –           | –           | 354          | 0,2          |
| Gesamt                         | Gesamt                       | Gesamt            | 150.454     | 100         | 151.475      | 100          |
|                                |                              |                   |             |             |              |              |
| Ungültige Stimmen              | Ungültige Stimmen            | Ungültige Stimmen | 5.330       | 3,4         | 4.309        | 2,8          |
| Wähler                         | Wähler                       | Wähler            | 155.784     | 76,1        | 155.784      | 76,1         |
| Wahlberechtigte                | Wahlberechtigte              | Wahlberechtigte   | 204.796     |             | 204.796      |              |
|                                |                              |                   |             |             |              |              |
| Quellen: Der Bundeswahlleiter, |                              |                   |             |             |              |              |

### Bundestagswahl 1990
| Kandidaten                     | Kandidaten                   | Parteien/Listen   | Erststimmen | Erststimmen | Zweitstimmen | Zweitstimmen |
| Kandidaten                     | Kandidaten                   | Parteien/Listen   | Stimmen     | %           | Stimmen      | %            |
| ------------------------------ | ---------------------------- | ----------------- | ----------- | ----------- | ------------ | ------------ |
|                                | Arnulf Kriednergewählt im WK | CDU               | 74.071      | 46,7        | 74.129       | 46,6         |
|                                | −                            | SPD               | 34.544      | 21,8        | 33.690       | 21,2         |
|                                | −                            | PDS               | 13.580      | 8,6         | 13.306       | 8,4          |
|                                | −                            | DSU               | 4.686       | 3,0         | 2.687        | 1,7          |
|                                | −                            | F.D.P.            | 18.106      | 11,4        | 21.741       | 13,7         |
|                                | −                            | GRÜNE             | 10.759      | 6,8         | 8.861        | 5,6          |
|                                | −                            | LIGA              | –           | –           | 184          | 0,1          |
|                                | −                            | DIE GRAUEN        | –           | –           | 920          | 0,6          |
|                                | –                            | REP               | 2.967       | 1,9         | 3.045        | 1,9          |
|                                | −                            | NPD               | –           | –           | 188          | 0,1          |
|                                | –                            | ÖDP               | –           | –           | 237          | 0,1          |
|                                | –                            | Patrioten         | –           | –           | 31           | 0,0          |
| Gesamt                         | Gesamt                       | Gesamt            | 158.713     | 100         | 159.019      | 100          |
|                                |                              |                   |             |             |              |              |
| Ungültige Stimmen              | Ungültige Stimmen            | Ungültige Stimmen | 2.642       | 1,6         | 2.336        | 1,4          |
| Wähler                         | Wähler                       | Wähler            | 161.355     | 78,2        | 161.355      | 78,2         |
| Wahlberechtigte                | Wahlberechtigte              | Wahlberechtigte   | 206.402     |             | 206.402      |              |
|                                |                              |                   |             |             |              |              |
| Quellen: wahlen.thueringen.de, |                              |                   |             |             |              |              |

## Wahlkreissieger
| Wahl | Name            | Partei | Erststimmen |
| ---- | --------------- | ------ | ----------- |
| 1998 | Wieland Sorge   | SPD    | 39,2 %      |
| 1994 | Arnulf Kriedner | CDU    | 41,5 %      |
| 1990 | Arnulf Kriedner | CDU    | 46,7 %      |